# Léo Silva
Hugo Leonardo Silva Serejo, o Léo Silva, (São Luís, 24 de dezembro de 1985) é um futebolista brasileiro que atua como volante. Atualmente, defende o Kashima Antlers, do Japão.

## Carreira
Léo Silva foi revelado pela URT, de Patos de Minas, onde nos juniores foi vendido parte de seu passe ao Cruzeiro. Ainda sub-20, esteve na Seleção Brasileira vencedora do Torneio de Shizuoka, no Japão, em 2004. Neste ano, chegou ao Ipatinga, onde fez parte da ascensão do clube que culminou no título de Campeão Mineiro em 2005.
Léo Silva voltou ao Cruzeiro em 2007 e conquistou o Campeonato Mineiro em 2008. Pouco aproveitado pelo treinado Adílson Batista, o volante foi emprestado ao Ipatinga. Léo Silva disputou três jogos pelo Cruzeiro em 2008 antes de ir para o clube do Vale do Aço disputar o campeonato brasileiro no segundo semestre.
Ao final da temporada, foi novamente emprestado, agora para o Botafogo, onde trabalhou com Ney Franco, que o treinou no Ipatinga quando foi campeão estadual.
Quando voltou do empréstimo, no começo de 2010, foi dispensado pelo Cruzeiro, assinando contrato com o Guaratinguetá. Jogou a série B pelo Guaratinguetá em 2010 e 2011 e, no final de 2011, transferiu-se para a Portuguesa para disputar a temporada de 2012.
Em dezembro de 2012, contudo, Léo Silva confirmou sua saída da Portuguesa e sua ida para o futebol japonês. Porém, o seu novo clube é ainda desconhecido.

## Títulos
Ipatinga
- Campeonato Mineiro: 2005

Cruzeiro
- Campeonato Mineiro: 2008

Botafogo
- Taça Guanabara: 2009

Brasil Sub-20
- Torneio de Shizuoka Sub-20: 2004

Portuguesa
- Troféu Sócrates: 2012[4]

Kashima Antlers
- Liga dos Campeões da AFC: 2018